# Вершино-Тутурское муниципальное образование
Вершино-Тутурское муниципальное образование — муниципальное образование со статусом сельского поселения в
Качугском районе Иркутской области России. Административный центр — поселок Вершина-Тутуры.

## Демография
| 2010 | 2011 | 2012 | 2013 | 2014 | 2015 | 2016 |
| ---- | ---- | ---- | ---- | ---- | ---- | ---- |
| 228  | ↘227 | →227 | →227 | ↘219 | ↘217 | →217 |
| 2017 |      |      |      |      |      |      |
| ↗220 |      |      |      |      |      |      |

По результатам Всероссийской переписи населения 2010 года
численность населения муниципального образования составила 228 человек, в том числе 121 мужчина и 107 женщин.

## Населённые пункты
В состав муниципального образования входят населённые пункты:
- Вершина-Тутуры
- Тырка
- Чинонга